# Lichenophanes carinipennis
Lichenophanes carinipennis là một loài bọ cánh cứng trong họ Bostrichidae. Loài này được Lewis miêu tả khoa học năm 1896.